# Comté des États-Unis
 (avril 2017).
Si vous disposez d'ouvrages ou d'articles de référence ou si vous connaissez des sites web de qualité traitant du thème abordé ici, merci de compléter l'article en donnant les références utiles à sa vérifiabilité et en les liant à la section « Notes et références ».
Pour les articles homonymes, voir comté.
Aux États-Unis, un comté (en anglais : county) est un niveau de gouvernement local et une division territoriale intermédiaire entre les États fédérés et les villes ou municipalités.
La quasi-totalité du territoire des États-Unis est recouverte de comtés ou de juridictions assimilées.
Deux États ont une organisation particulière : en Alaska, qui est divisée en boroughs, la moitié du territoire n'a pas de représentation locale et est donc administrée par l'État d'Alaska. La Louisiane est divisée en circonscriptions locales appelées « parishes », « paroisses » en français, qui perpétuent les anciennes subdivisions de la période coloniale française en Amérique du Nord avant 1803, les paroisses de Louisiane, créées par les premiers administrateurs français après 1698. 
Ailleurs, les pouvoirs, la taille et la population des comtés peuvent varier considérablement d'un État à l'autre.
Le chef-lieu d'un comté s'appelle habituellement siège du comté (county seat). Les comtés sont gérés par des conseils élus. 
Selon un recensement effectué par la National Association of Counties, les États-Unis comptaient en février 2019 un total de 3 069 comtés de plein exercice. 
Le plus ancien comté a été créé en 1634, au début de l'époque coloniale, dans la colonie britannique de Virginie.

## Terminologie

### Étymologie
Le mot county vient de l'anglo-normand « counte », proche du mot français « comté », qui a en général une connotation féodale ou nobiliaire. 
Dans beaucoup de pays de tradition anglo-saxonne en revanche, il évoque une réalité administrative, sans aucune référence à l'aristocratie. C'est aussi le cas au Canada francophone, où  le mot "comté" a le même sens qu'aux États-Unis.

### Comtés et équivalents de comté
Le gouvernement d'un comté réside généralement dans une municipalité, nommée le « siège de comté ». Cependant, certains comtés des États-Unis n'ont aucun siège tandis que d'autres en ont plusieurs. En outre, le siège de nombreux comtés, qui sont alors souvent peu peuplés et ruraux, se trouve dans une localité non incorporée ou dans un census-designated place.
Outre les counties, le terme « county equivalents » (« équivalents de comté ») inclut quatre types de divisions territoriales distinctes :
- Census areas (zones de recensement) en Alaska : la majeure partie de l'Alaska n'est pas recouverte par ses 16 boroughs ; cette vaste zone, plus grande que la France et l'Allemagne réunies, est appelée « borough non organisé » (Unorganized borough) par le gouvernement de l'État d'Alaska et, en dehors des municipalités, ne possède aucun gouvernement local. Le bureau du recensement des États-Unis, en coopération avec le gouvernement de l'État, a divisé ce borough en onze zones de recensement à des fins statistiques ;
- Independent cities (villes indépendantes) : villes qui n'appartiennent à aucun comté dans un État. En 2004, on comptait 42 villes de ce genre :
  - Baltimore, Maryland,
  - Carson City, Nevada,
  - Saint-Louis, Missouri,
  - les 39 villes de Virginie, où toute municipalité incorporée comme city (par opposition à une town) est légalement séparée du comté auquel elle appartenait ;
- chacun des cinq arrondissements de la ville de New York coïncide avec un comté, mais ces derniers n'ont pas de gouvernement de comté et dépendent directement de l'administration municipale ;
- le district de Columbia, district fédéral sous la juridiction du Congrès, qui a cependant autorisé le district à posséder une forme limitée de gouvernement local au cours des dernières décennies.

Les territoires non-incorporés et habités des États-Unis ne sont pas divisés en comtés : Porto Rico et les îles Mariannes du Nord sont divisés en municipalités, les îles Vierges des États-Unis et les Samoa américaines en districts, Guam en villages.

### Villes-comtés
Généralement, aux États-Unis un comté contient plusieurs municipalités, qui sont des gouvernements locaux plus petits. Cependant, il existe plusieurs exceptions :
- par une série d'annexions ou de fusions, une municipalité peut occuper le même territoire que le comté qui la contient, même s'ils conservent des gouvernements distincts. C'est pratiquement le cas de Jacksonville en Floride, qui a incorporé la quasi totalité du comté de Duval à l'exception de quatre villes de banlieue ;
- plusieurs villes et comtés possèdent un gouvernement consolidé ville-comté (city-county en anglais) et sont considérées légalement à la fois comme une municipalité et comme un comté. C'est le cas de Denver au Colorado et San Francisco en Californie depuis leur création. Indianapolis dans l'Indiana, Louisville dans le Kentucky, Philadelphie en Pennsylvanie et Nashville dans le Tennessee ont unifié leurs gouvernements respectifs au cours de leur histoire. Le comté de Honolulu à Hawaï a un gouvernement unifié avec la ville de Honolulu, même si la partie urbaine normalement appelée « Honolulu » ne forme qu'une petite partie du comté, qui couvre l'île entière d'Oahu, ainsi que plusieurs autres îles plus petites ;
- dans plusieurs États (dont l'Alabama, la Caroline du Nord, le Colorado, la Géorgie, le Michigan, le Minnesota, le Mississippi, l'Ohio, le Tennessee, le Texas, l'Utah, Washington et le Wisconsin), une ville peut annexer un territoire appartenant à un comté adjacent. Ce territoire est administré par le gouvernement municipal, mais continue cependant à faire partie de son comté d'origine. Parmi les villes situées dans plusieurs comtés, on peut citer Atlanta en Géorgie, Austin au Texas, Birmingham en Alabama, Chicago dans l'Illinois, Lansing dans le Michigan, Houston au Texas, Kansas City dans le Missouri, Oklahoma City dans l'Oklahoma et Amarillo au Texas. Appleton dans le Wisconsin est située dans trois comtés (Outagamie, Calumet et Winnebago) et est le siège du comté d'Outagamie. Aurora dans l'Illinois est située dans quatre comtés (Kane, DuPage, Will et Kendall). Dallas au Texas dans cinq (Dallas, Collin, Denton, Rockwall et Kaufman).

## Statistiques

### Nombre
En 2006, il existait 3 077 comtés aux États-Unis. En leur ajoutant les 64 « équivalents de comté », cela donnait 3 141 comtés ou équivalents, soit en moyenne 62 comtés par État. Cependant, le nombre de comtés d'un État dépend grandement de sa taille, mais aussi de sa situation géographique. De façon générale, les États du Sud et du Midwest tendent à avoir plus de comtés que ceux de l'Ouest et du Nord-Est. La liste suivante donne le nombre de comtés (et équivalents) pour chaque État, par ordre décroissant :
- 254 - Texas
- 159 - Géorgie
- 134 - Virginie
- 120 - Kentucky
- 114 - Missouri
- 105 - Kansas
- 102 - Illinois
- 100 - Caroline du Nord
- 99 - Iowa
- 95 - Tennessee
- 93 - Nebraska
- 92 - Indiana
- 88 - Ohio
- 87 - Minnesota
- 83 - Michigan
- 82 - Mississippi
- 77 - Oklahoma
- 75 - Arkansas
- 72 - Wisconsin
- 67 - Pennsylvanie
- 67 - Floride
- 67 - Alabama
- 66 - Dakota du Sud
- 64 - Louisiane
- 64 - Colorado
- 62 - New York
- 58 - Californie
- 56 - Montana
- 55 - Virginie occidentale
- 53 - Dakota du Nord
- 46 - Caroline du Sud
- 44 - Idaho
- 39 - Washington
- 36 - Oregon
- 33 - Nouveau-Mexique
- 29 - Utah
- 27 - Alaska
- 24 - Maryland
- 23 - Wyoming
- 21 - New Jersey
- 17 - Nevada
- 16 - Maine
- 15 - Arizona
- 14 - Vermont
- 14 - Massachusetts
- 10 - New Hampshire
- 8 - Connecticut
- 5 - Hawaï
- 5 - Rhode Island
- 3 - Delaware

### Superficie
Au recensement de 2000, la superficie médiane des 3 077 comtés était de 1 611 km2, environ les deux-tiers de la superficie médiane des comtés cérémoniels d'Angleterre.
Là encore, ces chiffres masquent de grandes différences entre l'est et l'ouest des États-Unis. La superficie des comtés dans l'ouest des États-Unis est largement plus grande que celle des comtés de l'est. Par exemple, la superficie médiane des comtés est de 1 138 km2 dans l'Ohio et 888 km2 en Géorgie tandis qu'elle est de 3 977 km2 en Californie et 6 286 km2 dans l'Utah.
Le comté le plus grand est celui de North Slope en Alaska (245 435 km2) ; le plus petit est Kalawao à Hawaï (34 km2). En dehors de l'Alaska et d'Hawaï, le plus grand est celui de San Bernardino en Californie (52 073 km2), le plus petit celui de New York (correspondant à l'Ile de Manhattan) dans l'État de New York (59,47 km2).
Si on inclut les équivalents de comtés, le plus grand est la région de recensement de Yukon-Koyukuk en Alaska (382 912 km2) et le plus petit la ville indépendante de Falls Church en Virginie (5 km2).

### Population
Selon le Bureau de recensement des États-Unis en 2000, la population médiane des 3 077 comtés était de 24 544 habitants, 33 fois moins que la population médiane des comtés d'Angleterre.
Seuls 16,1 % des comtés des États-Unis possédaient plus de 100 000 habitants, reflétant la nature rurale des comtés, dessinés au XIXe siècle dans un pays encore largement rural et urbanisé de façon marginale. La plus grande partie des habitants des États-Unis est concentrée dans un nombre restreint de comtés.
Le comté le plus peuplé est celui de Los Angeles en Californie (10 226 506 habitants en 2005) ; le moins peuplé est celui de Loving au Texas (82 habitants en 2010).
Le comté le plus dense est celui de New York (île de Manhattan) dans l'État de New York (17 568 hab./km2 en 2000), le moins dense est le borough de Lake and Peninsula en Alaska (0,023 hab./km2 en 2000). La région de recensement de Yukon-Koyukuk en Alaska est encore moins densément peuplée (0,017 hab./km2 en 2000).

## Compétences et pouvoirs
48 États sur 50 ont des comtés. Les comtés sont gérés par des conseillers élus (19 355) et des personnalités élues indépendantes et qualifiées pour leurs activités (18 629), soit un total de 37 984 élus pour 3 069 comtés existants en 2019, selon la National Association of Counties.   
Les pouvoirs des conseils des counties varient fortement selon les États ; schématiquement, on peut retenir qu'ils sont beaucoup plus forts à l'Ouest qu'à l'Est,.  
De façon générale, en dehors de la Nouvelle-Angleterre, les comtés des États-Unis sont typiquement chargés :  
- de la police locale (plus de 3 040 corps de policiers dans les comtés) ;
- des corps de pompiers locaux ;
- des services des « coroners » ;
- des services gérant les appels d'urgence (« 911 ») ;
- de la gestion des personnels et des affaires traitées par cours locales de justice ;
- de la gestion des prisons locales (pour 91 % des prisons de comtés et traitant de plus de 10, 6 millions de contrevenants et délinquants pour la seule année 2016, par exemple) ;
- de la gestion du trafic et des routes (46 % des routes, 38 % des ponts aux États-Unis sont de compétence des comtés) ;
- des bibliothèques et de services culturels locaux ;
- de collecter des statistiques essentielles (qui ne sont toutefois pas du ressort d'organismes définis par l'État fédéré ou par le fédéral) ;
- de délivrer les certificats de naissance, de mariage et de décès ;
- et de gérer d'autres activités publiques : 
  - 78% des services à la fourniture de l'eau, du gaz et de l'électricité,
  - 34 % des aéroports en gestion locale,
  - 1 943 services locaux de santé,
  - 900 hôpitaux locaux disposant de 56 000 lits,
  - 50 % des comtés se chargeant des personnes ne disposant pas d'assurance santé individuelle,
  - 75 % des aides fédérales en matière de santé et d'aide à la personne distribuées et gérées par les comtés par exemple pour les années fiscales 2014/2016, services d'aide et de soutien proposés aux « vétérans » dans 70 % des comtés, avec environ 50 % des dépenses totales médicales pour les anciens combattants effectuées dans les comtés,
  - gestion et organisation des élections tous les deux ans (« mid terms ») et aussi tous les quatre ans pour toutes les élections (fédérales, au niveau de l'État fédéré, et locales) avec plus de 100 000 lieux de vote et environ 700 000 agents temporaires recrutés pour ces élections,
  - construction et gestion de parcs locaux ou de zones récréatives,
  - gestion et soutien des « community centers »,
  - gestion et soutien des activités collectives liées à la vie économique, au sein du comté.

L'importance des comtés se manifeste également au vu de ses personnels : plus de 3,6 millions, en 2016, selon l'état effectué par la National Association of Counties, les comtés étant ainsi un des premiers employeurs publics au sein des États-Unis. Le fédéral représentait alors une population de 2,77 millions d'agents civils et plus d'1 250 000 militaires. Les sommes dépensées étaient alors égales à 554,4 milliards de dollars et concernaient plus de 314 millions de citoyens sur un total de 323,1 millions. 
Dans certains États, le shérif du comté est le seul service de police, notamment parce que les communes composant le comté ne disposent pas de service municipal de police au vu du coût prévisible des services policiers pour chaque municipalité. 
Dans l'ouest du pays, les comtés sont de loin la plus importante des collectivités locales car la majeure partie du territoire ne dispose pas de municipalité. Ils ont un rôle intermédiaire dans le Midwest, où ils s’occupent du gouvernement local dans les zones rurales.
De façon schématique, les comtés ont des compétences d'ordre général définies sur l'étendue de leur territoire, tandis que les municipalités s'occupent de l'organisation socio-économique et de l'aménagement du territoire urbain ou périurbain. Les villes indépendantes cumulent ces deux fonctions ; quelques-unes ont une administration locale à deux niveaux, entre la municipalité et ses arrondissements décentralisés.
Les cas particuliers suivants sont à signaler :
- en Californie :
  - le comté est l'unité de gouvernement local par défaut. Tout comté possède un comité de superviseurs et doit légalement fournir à ses résidents des services tels que la police, les pompiers, les soins de santé, la maintenance des routes, etc.,
  - les habitants d'une zone non incorporée suffisamment large d'un comté qui ne sont pas d'accord avec l'allocation des ressources peuvent s'incorporer en municipalité. Le gouvernement d'une ville prélève alors une partie des impôts dévolus au comté et peut imposer des taxes additionnelles à ses résidents. Il peut ensuite choisir de fournir à ses habitants tous les services d'ordinaire réalisés par le comté (et même plus), ou n'en fournir que quelques-uns et payer par contrat le comté pour le reste ;

- à Hawaï :
  - le comté est l'unique gouvernement local ; il n'existe aucune municipalité incorporée, sauf la ville, elle-même comté, de Honolulu ;

- dans l'État de New York :
  - contrairement aux autres municipalités de cet État, la ville de New York ne dépend d'aucun comté. En effet, bien que les cinq arrondissements (boroughs) qui composent la ville coïncident chacun avec un comté, ces derniers sont totalement dépourvus de gouvernement de comté (hormis certains pouvoirs judiciaires) et dépendent entièrement de l'administration municipale ;

- en Nouvelle-Angleterre :
  - les comtés n'ont quasiment plus de pouvoirs propres et fonctionnent essentiellement comme des districts de cours de justice (dans le Connecticut et le Rhode Island, ils ont même perdu ces fonctions) et le pouvoir local est entièrement dévolu aux municipalités, qui couvrent la totalité du territoire et gèrent des populations importantes. Cependant, dans certaines parties peu densément peuplées du Maine, les petites villes comptent sur le comté pour la police locale ; dans le New Hampshire, certains programmes sociaux sont administrés directement par l'État local ;
  - dans le Connecticut, les gouvernements de comté ont été abolis en 1960 ; les comtés ne sont plus que des entités géographiques ;
  - le Massachusetts a supprimé huit de ses quatorze comtés, ne laissant que ceux du sud-est avec de réels gouvernements, même si les districts de justice et de police suivent encore les anciennes frontières des comtés supprimés.

## Onomastique
Parmi les noms couramment donnés aux comtés américains, on peut citer :
- les noms de présidents des États-Unis (Washington, Madison, Polk, Jefferson, etc.) ;
- les noms de tribus amérindiennes originellement situées dans le comté ;
- les noms de villes situées dans le comté concerné ;
- des noms liés à des caractéristiques géographiques locales (comme Lake dans l'Illinois, situé sur le lac Michigan).